# Gran Premio motociclistico d'Italia 1998
Il Gran Premio motociclistico d'Italia 1998 corso il 17 maggio, è stato il quarto Gran Premio della stagione 1998 del motomondiale e ha visto vincere la Honda di Mick Doohan nella classe 500, Marcellino Lucchi nella classe 250 e Tomomi Manako nella classe 125.
Per la classe di minor cilindrata fu la 500ª prova dall'inaugurazione del motomondiale nell'edizione del 1949 e dal debutto avvenuto in occasione del Gran Premio motociclistico di Svizzera 1949.

## Classe 500

### Arrivati al traguardo
| Pos | Nº | Pilota                   | Squadra                | Motocicletta | Giri | Tempo     | Griglia | Punti |
| --- | -- | ------------------------ | ---------------------- | ------------ | ---- | --------- | ------- | ----- |
| 1   | 1  | Mick Doohan              | Repsol Honda           | Honda        | 23   | 43:55.307 | 1       | 25    |
| 2   | 6  | Max Biaggi               | Marlboro Team Kanemoto | Honda        | 23   | +5.395    | 3       | 20    |
| 3   | 4  | Àlex Crivillé            | Repsol Honda           | Honda        | 23   | +13.141   | 5       | 16    |
| 4   | 8  | Carlos Checa             | MoviStar Honda Pons    | Honda        | 23   | +19.647   | 4       | 13    |
| 5   | 19 | John Kocinski            | MoviStar Honda Pons    | Honda        | 23   | +19.826   | 6       | 11    |
| 6   | 5  | Norick Abe               | Yamaha Team Rainey     | Yamaha       | 23   | +21.881   | 7       | 10    |
| 7   | 11 | Simon Crafar             | Red Bull Yamaha WCM    | Yamaha       | 23   | +22.626   | 11      | 9     |
| 8   | 3  | Nobuatsu Aoki            | Suzuki Grand Prix      | Suzuki       | 23   | +24.235   | 8       | 8     |
| 9   | 9  | Alex Barros              | Honda Gresini          | Honda        | 23   | +27.943   | 2       | 7     |
| 10  | 55 | Régis Laconi             | Red Bull Yamaha WCM    | Yamaha       | 23   | +40.767   | 10      | 6     |
| 11  | 28 | Ralf Waldmann            | Marlboro Team Roberts  | Modenas KR3  | 23   | +47.331   | 19      | 5     |
| 12  | 21 | Kyoji Nanba              | Yamaha Team Rainey     | Yamaha       | 23   | +59.623   | 16      | 4     |
| 13  | 18 | Garry McCoy              | Shell Advance Racing   | Honda        | 23   | +1:04.004 | 9       | 3     |
| 14  | 15 | Sete Gibernau            | Repsol Honda           | Honda        | 23   | +1:09.319 | 14      | 2     |
| 15  | 22 | Sébastien Gimbert        | Tecmas Honda Elf       | Honda        | 23   | +1:14.294 | 17      | 1     |
| 16  | 17 | Jurgen van den Goorbergh | Dee Cee Jeans Racing   | Honda        | 23   | +1:15.781 | 18      |       |
| 17  | 25 | Yukio Kagayama           | Suzuki Grand Prix      | Suzuki       | 23   | +1:16.909 | 12      |       |
| 18  | 77 | Eskil Suter              | Muz Roc RennSport      | MuZ-Weber    | 23   | +2:02.092 | 20      |       |
| 19  | 88 | Scott Smart              | Millar Honda Britain   | Honda        | 22   | +1 giro   | 22      |       |
| 20  | 57 | Fabio Carpani            | Polini Inoxmacel       | Honda        | 22   | +1 giro   | 24      |       |

### Ritirati
| Nº | Pilota              | Squadra              | Motocicletta | Giri | Griglia |
| -- | ------------------- | -------------------- | ------------ | ---- | ------- |
| 63 | Gianmaria Liverani  | Team Paton           | Paton        | 21   | 23      |
| 14 | Juan Bautista Borja | Shell Advance Racing | Honda        | 15   | 15      |
| 10 | Kenny Roberts Jr    | Team Roberts         | Modenas KR3  | 11   | 13      |
| 23 | Matt Wait           | F.C.C. TSR           | Honda        | 0    | 21      |

### Non qualificato
| Nº | Pilota         | Squadra      | Motocicletta |
| -- | -------------- | ------------ | ------------ |
| 2  | Tadayuki Okada | Repsol Honda | Honda        |

## Classe 250

Da sinistra: il podio della quarto di litro, con il secondo classificato Valentino Rossi, il vincitore Marcellino Lucchi e il terzo classificato Tetsuya Harada, tutti su Aprilia RSV 250.

### Arrivati al traguardo
| Pos | Nº | Pilota              | Squadra                 | Motocicletta | Giri | Tempo     | Griglia | Punti |
| --- | -- | ------------------- | ----------------------- | ------------ | ---- | --------- | ------- | ----- |
| 1   | 34 | Marcellino Lucchi   | Aprilia Team            | Aprilia      | 21   | 40:59.049 | 3       | 25    |
| 2   | 46 | Valentino Rossi     | Nastro Azzurro Aprilia  | Aprilia      | 21   | +5.701    | 4       | 20    |
| 3   | 31 | Tetsuya Harada      | Aprilia Team            | Aprilia      | 21   | +7.625    | 1       | 16    |
| 4   | 65 | Loris Capirossi     | Aprilia Team            | Aprilia      | 21   | +10.029   | 2       | 13    |
| 5   | 4  | Stefano Perugini    | Castrol 250             | Honda        | 21   | +47.830   | 13      | 11    |
| 6   | 6  | Haruchika Aoki      | F.C.C. TSR              | Honda        | 21   | +48.205   | 12      | 10    |
| 7   | 5  | Tōru Ukawa          | Benetton Honda          | Honda        | 21   | +49.376   | 11      | 9     |
| 8   | 17 | José Luis Cardoso   | Antena 3 Yamaha         | Yamaha       | 21   | +50.080   | 8       | 8     |
| 9   | 8  | Luis d'Antín        | Antena 3 Yamaha         | Yamaha       | 21   | +50.161   | 16      | 7     |
| 10  | 37 | Luca Boscoscuro     | Scuderia AGV Carrizosa  | TSR-Honda    | 21   | +52.738   | 15      | 6     |
| 11  | 21 | Franco Battaini     | Edo Racing              | Yamaha       | 21   | +54.241   | 17      | 5     |
| 12  | 7  | Takeshi Tsujimura   | Semprucci Biesse-Gro    | Yamaha       | 21   | +54.306   | 18      | 4     |
| 13  | 25 | Yasumasa Hatakeyama | Penguin Racing          | ERP Honda    | 21   | +1:50.752 | 24      | 3     |
| 14  | 14 | Davide Bulega       | OXS Matteoni            | Honda        | 21   | +1:53.990 | 23      | 2     |
| 15  | 41 | Federico Gartner    | PR2 Mitsubishi Elaion   | Aprilia      | 21   | +2:22.611 | 25      | 1     |
| 16  | 20 | William Costes      | Chesterfield Elf Tech 3 | Honda        | 20   | +1 giro   | 22      |       |

### Ritirati
| Nº | Pilota            | Squadra                 | Motocicletta | Giri | Griglia |
| -- | ----------------- | ----------------------- | ------------ | ---- | ------- |
| 18 | Osamu Miyazaki    | Edo Racing              | Yamaha       | 19   | 19      |
| 9  | Jeremy McWilliams | QUB Team Optimum        | TSR-Honda    | 19   | 7       |
| 27 | Sebastián Porto   | PR2 Mitsubishi Elaion   | Aprilia      | 14   | 10      |
| 12 | Noriyasu Numata   | Rizla Suzuki            | Suzuki       | 11   | 14      |
| 19 | Olivier Jacque    | Chesterfield Elf Tech 3 | Honda        | 10   | 6       |
| 24 | Jason Vincent     | Padgetts HRC Shop       | TSR-Honda    | 6    | 21      |
| 11 | Jürgen Fuchs      | Docshop Racing          | Aprilia      | 2    | 5       |
| 44 | Roberto Rolfo     | Scuderia AGV Carrizosa  | TSR-Honda    | 1    | 9       |

### Non partito
| Nº | Pilota          | Moto   | Griglia |
| -- | --------------- | ------ | ------- |
| 16 | Johan Stigefelt | Suzuki | 20      |

## Classe 125

### Arrivati al traguardo
| Pos | Nº | Pilota                | Squadra                   | Motocicletta | Giri | Tempo     | Griglia | Punti |
| --- | -- | --------------------- | ------------------------- | ------------ | ---- | --------- | ------- | ----- |
| 1   | 3  | Tomomi Manako         | UGT - 3000                | Honda        | 20   | 40:53.607 | 3       | 25    |
| 2   | 13 | Marco Melandri        | Benetton Matteoni         | Honda        | 20   | +0.044    | 8       | 20    |
| 3   | 8  | Gianluigi Scalvini    | Polini Inoxmacel          | Honda        | 20   | +0.201    | 5       | 16    |
| 4   | 4  | Kazuto Sakata         | UGT 3000                  | Aprilia      | 20   | +3.152    | 2       | 13    |
| 5   | 41 | Yōichi Ui             | Yamaha Kurz Aral          | Yamaha       | 20   | +8.162    | 7       | 11    |
| 6   | 23 | Gino Borsoi           | Motoracing s.r.l.         | Aprilia      | 20   | +8.195    | 14      | 10    |
| 7   | 2  | Noboru Ueda           | Givi Honda LCR            | Honda        | 20   | +10.097   | 1       | 9     |
| 8   | 9  | Frédéric Petit        | UGT 3000 - RMS            | Honda        | 20   | +12.745   | 11      | 8     |
| 9   | 20 | Masao Azuma           | Mac Motors Liegeois Comp. | Honda        | 20   | +12.757   | 13      | 7     |
| 10  | 5  | Masaki Tokudome       | Docshop Racing            | Aprilia      | 20   | +24.284   | 10      | 6     |
| 11  | 21 | Arnaud Vincent        | Scrab Competition         | Aprilia      | 20   | +24.388   | 18      | 5     |
| 12  | 18 | Paolo Tessari         | Scuderia Alfa Nolan       | Aprilia      | 20   | +24.415   | 6       | 4     |
| 13  | 26 | Ivan Goi              | Vasco Rossi Racing        | Aprilia      | 20   | +25.393   | 5       | 3     |
| 14  | 22 | Steve Jenkner         | Marlboro Team ADAC        | Aprilia      | 20   | +31.066   | 16      | 2     |
| 15  | 64 | Claudio Cipriani      | Ciarom-MotoSprint         | Aprilia      | 20   | +49.419   | 19      | 1     |
| 16  | 59 | Jerónimo Vidal        | Valencia Aspar            | Aprilia      | 20   | +52.007   | 21      |       |
| 17  | 7  | Emilio Alzamora       | Via Digital Team          | Aprilia      | 20   | +1:01.180 | 20      |       |
| 18  | 17 | Juan Enrique Maturana | Yamaha Kurz Aral          | Yamaha       | 20   | +1:01.801 | 24      |       |
| 19  | 62 | Yoshiaki Katō         | Semprucci Biesse-Gro      | Yamaha       | 20   | +1:04.438 | 25      |       |
| 20  | 63 | Marco Tresoldi        | Ricci Corse               | Honda        | 20   | +1:12.177 | 23      |       |

### Ritirati
| Nº | Pilota            | Squadra              | Motocicletta | Giri | Griglia |
| -- | ----------------- | -------------------- | ------------ | ---- | ------- |
| 32 | Mirko Giansanti   | OXS Matteoni         | Honda        | 19   | 9       |
| 10 | Lucio Cecchinello | Givi Honda LCR       | Honda        | 19   | 12      |
| 65 | Andrea Iommi      | Team Pileri          | Honda        | 14   | 27      |
| 39 | Jaroslav Huleš    | UGT 3000             | Honda        | 11   | 22      |
| 16 | Christian Manna   | Semprucci Biesse-Gro | Yamaha       | 5    | 26      |
| 15 | Roberto Locatelli | Polini Inoxmacel     | Honda        | 4    | 4       |
| 29 | Ángel Nieto Jr    | Via Digital Team     | Aprilia      | 4    | 17      |